# Euis Darliah
Euis Darliah (nacido en Cimahi, el 5 de abril de 1957) es una cantante indonesio conocido por su tema musical ""Apanya Dong", que lo cantó también Titiek Puspa.

## Carrera
Los inicios de su carrera fue cuando es descubierto por Titiek Hamzah y luego para acompañar a Hetty Koes Endang para un festival en Japón. Además Euis también había protagonizado una película junto a Benyamin Sueb, en el film Sama Gilanya.

## Vida personal
Euis Darliah decidió quedarse en Suecia, para continuar su carrera. Además él tiene un hijo llamado Christy Darliah de su matrimonio con Yusuf Kadir.

## Discografía
- Euis Darliah
- Aduh Bingung
- Apanya Dong
- Apanya Dong II duet bersama Benyamin S.
- Horas Kasih
- Tua2 Keladi! bersama Noni Darliah
- Non Stop Disco

## Álbumes Lain
- 1986 - Album pergelaran Swara Mahardhika Guruh Soekarnoputra "Gilang Indonesia Gemilang". menyanyikan lagu "Kecewa", "Gilang Indonesia Gemilang (Slowbeat)" dan duet bersama Ahmad Albar dalam lagu "Aku Tahu".
- 1989 - Album singel Nicky Astria, "Cinta Di Kota Tua" menyanyikan lagu "Rayuan" karya Junaedi Salat.